# نادي زناتة
نادي زناته هو أحد أندية كرة القدم في ليبيا. تأسس في 5 مايو 2005 باسم نادي زناته الرياضي الثقافي الاجتماعي. الوان الفريق هي الأبيض والأزرق الخافت (السماوى).

## الإنجازات

### كأس ليبيا
- الوصيف (مرة واحدة): 2009.[1]

1. ↑  "كووورة: الموقع العربي الرياضي الأول". www.kooora.com. مؤرشف من الأصل في 2023-02-20. اطلع عليه بتاريخ 2022-12-14.